# Louis-Edmond Cougny
Louis-Edmond Cougny est un sculpteur français né à Nevers le 3 octobre 1831 et mort à Paris le 17 février 1900.

## Biographie

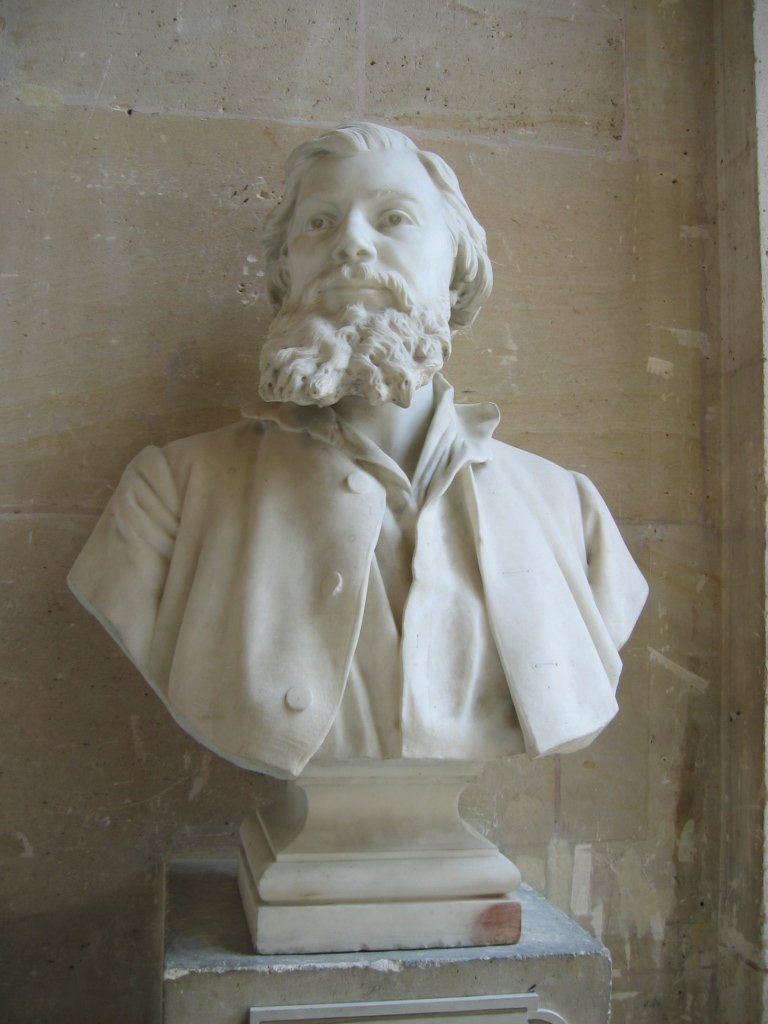
Louis-Edmond Cougny, Buste de Gustave Courbet, Versailles, galerie du château.

Louis-Edmond Cougny est né à Nevers (Nièvre) le 3 octobre 1831. Il vient à Paris où il étudie d'abord dans l'atelier de Deligand puis de Jouffroy. Il débuta à l'Exposition universelle de 1855, remporta une médaille de troisième classe en 1876, une médaille de deuxième classe en 1877, et exposa pour la dernière fois en 1896. On lui doit les bustes de Buffon et de Montesquieu placés à l'École normale, celui de l'helléniste Egger qui se trouve au cimetière Montparnasse, et ceux de Jean-Jacques Courtaud-Divernesse, de Castagnary et du président Carnot. Il a exécuté aussi les statues de Jean de la Quintinye, du jurisconsulte François Hotman et de Carnot. Il est mort à Paris, âgé de 68 ans, le 17 février 1900,.

## Cougny et les extravagances du Second Empire
Cougny est également connu pour avoir représenté le Second Empire de manière satirique en réalisant des personnages en argile pour la série de cartes stéréoscopiques intitulée Les Diableries. Cougny a également été engagé par la célèbre demi-mondaine Cora Pearl pour réaliser un moulage de ses mains qu'elle offrait à ses nombreux prétendants. Elle lui commande également un moulage de sa poitrine en onyx qu'elle décrit ainsi, :

« J'ai fait faire le moulage de ma poitrine et de ma main. La main en l'air tient un sein, l'autre sein fait le couvercle. Le tout en onyx »

## Œuvres
Le musée conservant le plus d'œuvres de Cougny est le musée Frédéric-Blandin avec 14 œuvres au total.